# Ilya Kiva
Ilya Volodymyrovych Kiva (født 2. juni 1977 i Poltava, Ukrainske SSR, Sovjetunionen, død 6. december 2023 i Suponevo, Moskva oblast, Rusland) var en ukrainsk politiker. Han arbejdede som embedsmand og politimand før han gik ind i politik. Han ledede Pravij sektor-partiets afdeling i Poltava, før han tjente som leder af Socialistpartiet i Ukraine fra 2017 til 2019. Kiva var også en tidligere rådgiver for Ukraines indenrigsministerium og tidligere chef for narkotikabekæmpelse. Desuden var han medlem af Det ukrainske parlament for Oppositionsplatformen – For Livet-fraktionen og medlem af lovgivningsudvalget for retshåndhævelse,
Kiva var kendt for sine pro-russiske synspunkter og blev frataget sit mandat af Verkhovna Rada den 15. marts 2022, efter at have udtrykt støtte til Rusland under Ruslands invasion af Ukraine i 2022. og blev derefter ekskluderet fra sit parti. Efter at have forladt Ukraine i 2021 flyttede han først til Spanien, men bosatte sig kort efter i Rusland, hvor han søgte han russisk statsborgerskab og politisk asyl. Han fortsatte med at udtrykke sine pro-russiske holdninger offentligt og blev i Ukraine anklaget for højforræderi, krænkelse af Ukraines territoriale integritet, deltagelse i russisk krigspropaganda og ulovlig våbenbesiddelse af Ukraines statsadvokat. Kiva opfordrede offentligt til et russisk præventivt atomangreb på Ukraine, hvilket skabte yderligere kontroverser. Han blev i december 2023 fundet skudt ved landsbyen Suponevo nær Moskva. Flere ukrainske medier har rapporteret, at Kiva blev dræbt som led i en “særlig operation” udført af Sikkerhedstjenesten i Ukraine.